# Sottocanna

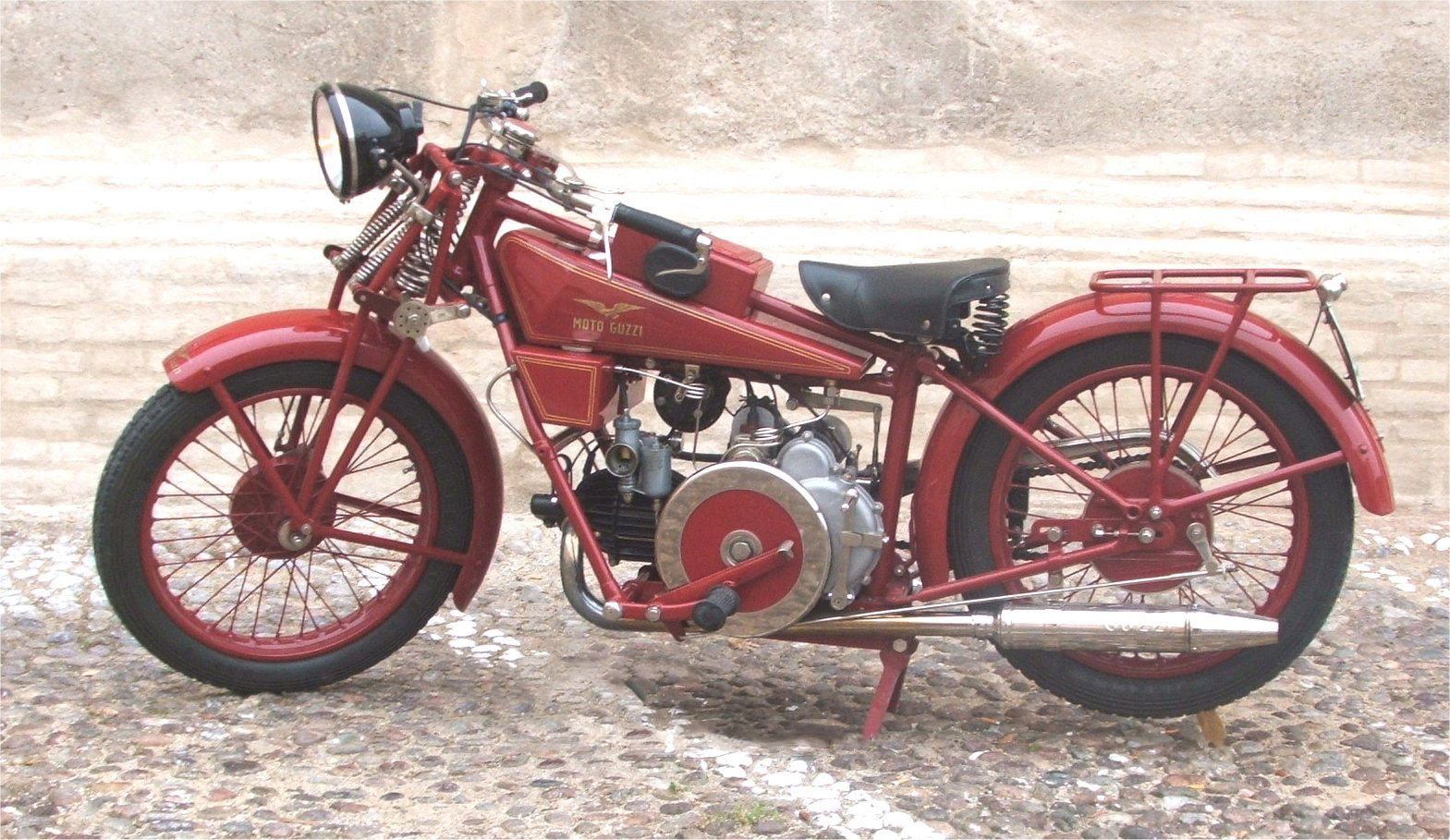
La Moto Guzzi Sport 14 del 1929, ultimo modello di sottocanna costruito dalla casa di Mandello.

## Descrizione
Le sottocanna sono una tipologia di motociclette, usualmente costruite dall'ultimo decennio del XIX secolo al secondo decennio del XX,  caratterizzate dal posizionamento del serbatoio appeso al monotrave centrale (canna) del telaio.
Tale tecnica costruttiva, che rivela chiaramente la nascita della motocicletta come trasformazione della bicicletta mediante l'aggiunta del propulsore, veniva adottata allo scopo di contenere i costi di produzione, utilizzando telai della grande produzione di serie e, altresì, per lasciare libera la "canna" d'essere utilizzata, come per le biciclette, quale solido appoggio estemporaneo per il trasporto di persone e cose.
A partire dagli anni trenta le sottocanna scomparvero rapidamente dal panorama costruttivo ed il termine viene ora usato, principalmente, per definire i modelli che rappresentano la storia della produzione pionieristica della motocicletta.

## Modelli sottocanna
- Fongri 5 ½ HP
- Moto Guzzi GT "Norge"
- Moto Guzzi Normale
- Norton 500 M18
- Peugeot 500 GP